# Nils Frenzel
Nils Frenzel (* 28. Februar 1991 in Bonn) ist ein deutscher Autor und Journalist.

## Leben
Nach dem Abitur am Helmholtz-Gymnasium in Bonn im Jahr 2010 begann er in derselben Stadt ein Studium der Germanistik und Philosophie. In Bayreuth folgte ein Studium der Medienwissenschaft (Bachelor) sowie schließlich der Master-Abschluss in Bonn. Seither arbeitet er als Texter, Autor und Journalist. Seit einigen Jahren tritt Frenzel mit seinen zumeist humoristischen Kurzgeschichten bei Poetry Slams auf. Eine Sammlung dieser Texte erschien unter dem Titel Warum ich lieber mit einem Bauarbeiter in der Badewanne liegen würde als mit einer Jura-Studentin im Berliner Periplaneta-Verlag. Gemeinsam mit Musiker David Mayonga (bekannt als Roger Rekless) schrieb er das Buch Ein Neger darf nicht neben mir sitzen, das sich mit Mayongas Erfahrungen mit Alltagsrassismus und Diskriminierungen auseinandersetzt. Das Werk wurde Anfang 2019 veröffentlicht und stieg im August auf Platz 14 der Spiegel-Bestsellerliste ein. Giovanni di Lorenzo besprach das Buch im Juli 2020 in der Talkshow 3 nach 9 und sagte dort, das Buch habe ihn "schwer beeindruckt".
Als freier Journalist schreibt Frenzel unter anderem für Zeit Campus, Die Welt, Welt am Sonntag, VICE und den Musikexpress.
Frenzel machte eine Ausbildung an der Deutschen Journalistenschule in München. Seit Oktober 2023 arbeitet er für das Nachrichtenportal t-online als Regionalreporter in Köln und schreibt als freier Journalist, unter anderem für ZEIT online.

## Veröffentlichungen
- Warum ich lieber mit einem Bauarbeiter in der Badewanne liegen würde als mit einer Jura-Studentin. Periplaneta, 2015, ISBN 978-3-943876-86-4.
- Warum ich IMMER NOCH lieber mit einem Bauarbeiter in der Badewanne liegen würde als mit einer Jura-Studentin. Periplaneta, 2017, ISBN 978-3-95996-037-3.
- David Mayonga mit Nils Frenzel: Ein Neger darf nicht neben mir sitzen: Eine deutsche Geschichte. Komplett-Media GmbH, 2019, ISBN 978-3-8312-0485-4.
- Dennis Sand, Nils Frenzel: Richtung Paradies: Von den Blocks aus Baalbek zum Traum von Heimat, Gold und Macht. Riva, 2020, ISBN 978-3-96775-003-4.
- Cheyenne Savannah Ochsenknecht, Natascha Ochsenknecht (Hrsg.): Wehr dich!: Wie Mutter und Tochter gegen den Hass im Netz kämpfen. Komplett Media, 2020, ISBN 978-3-8312-0566-0.
- Nils Frenzel, Kassra Zargaran: Der Perser: Wie ich ein Hells Angel wurde, als Kronzeuge vor Gericht auspackte und im Zeugenschutz landete. Riva, 2022, ISBN 978-3-7423-1985-2.

Textbeitrag in
- Lesebühne Vision & Wahn (Hrsg.): Die Einsamkeit des Hurenkindes. Periplaneta, 2017, ISBN 978-3-95996-075-5.